# Cord L-29
Cord L-29 – samochód osobowy produkowany przez amerykańskie przedsiębiorstwo motoryzacyjne Cord w latach 1929-1931.

## Dane techniczne

### Silnik
- Silnik: S8 4893 cm³[1]
- Moc maksymalna: 120 KM (88 kW)[1]

### Osiągi
- Przyspieszenie 0-97 km/h: 32 sek.[1]
- Prędkość maksymalna: 125 km/h[1]